# Limnichoderus lutrochinus
Limnichoderus lutrochinus is een keversoort uit de familie dwergpilkevers (Limnichidae). De wetenschappelijke naam van de soort werd in 1879 gepubliceerd door John Lawrence LeConte.